# Doane Perry
Doane Ethredge Perry (né le 16 juin 1954 à Mount Kisco dans l'État de New York) est un musicien américain et batteur de Jethro Tull de 1984 à 2011. Il a travaillé avec beaucoup d'autres artistes comme Lou Reed et Todd Rundgren.

## Biographie
Perry prend des cours de piano de sept à onze ans. Entendant ensuite parler des Beatles, il décide de se mettre à la batterie ; il confiera à ce sujet que c'était pour lui une « possibilité, bien que très peu probable, d'être pourchassé par les filles dans la rue ». À 14 ans, il commence à travailler avec son groupe le week-end et continue ainsi jusqu'à la fin du lycée.

## Carrière musicale
À 18 ans, il passe professionnel et tente en même temps d'aller à la fac. Il s'agit d'un sérieux dilemme que Perry résout finalement en se consacrant totalement à la musique. Il commence à se faire un nom sur la scène new-yorkaise et joue du rock, de la pop, du jazz, de la dance et du folk. Il travaille en tant que musicien de studio pour Lou Reed, Todd Rundgren, Gary Brooker, Fairport Convention et Dweezil Zappa.

### Avec Jethro Tull
Il rejoint Jethro Tull en 1984 en remplacement de Gerry Conway. Il est le deuxième membre du groupe à être né aux États-Unis (le premier étant Mark Craney). Il fait toujours des tournées avec le groupe et a joué sur les albums suivants : Crest of a Knave, Rock Island, Catfish Rising, Roots to Branches, J-Tull Dot Com et The Jethro Tull Christmas Album.

### Équipement
Doane Perry a utilisé du matériel très varié tout au long de sa carrière. Il change d'instrument selon les conditions dans lesquelles il joue : en concert, en studio, etc. Depuis quelque temps, il joue surtout avec sa Premier Artist Maple et des cymbales Paiste.